# 2020年ロシアグランプリ
2020年ロシアグランプリ (2020ねんロシアグランプリ、英語: 2020 Russian Grand Prix) は、2020年のF1世界選手権第10戦として、2020年9月27日にソチ・オートドロームで開催された。
正式名称は「Formula 1 VTB Russian Grand Prix 2020」。

## 背景
タイヤ
本レースでピレリが持ち込むドライ用タイヤのコンパウンドはハード（白）：C3、ミディアム（黄）：C4、ソフト（赤）：C5の柔らかい組み合わせ。
サーキット
トラックリミット規則の厳格化を目指すFIAは、ターン2で4輪全てがコースをはみ出して走行したドライバーに対し、フリー走行及び予選においてはラップタイムが抹消され、決勝においては2回で黒白旗を掲示し、それ以上の場合はスチュワードに報告される。また、フリー走行及び予選においてドライバーが前方にスペースを空けるために著しく減速するのを防止する目的で、ターン12と13で極端な減速をしてはならないと全ドライバーに通告した。
本レースで達成する可能性がある記録
- 前戦トスカーナGPで通算90勝目を挙げたルイス・ハミルトンが本レースで優勝すると、歴代最多勝利記録を持つミハエル・シューマッハの91勝に並ぶ[4]。
- セバスチャン・ベッテルが本レースで250戦目の出走を迎える[5]。

## エントリー
レギュラードライバーは前戦トスカーナGPから変更なし。FP1のみ走行するドライバーはなし。

## 予選
2020年9月26日 15:00 MSK(UTC+3)
- 気温26度、路面温度34度、ドライコンディション[7]

ルイス・ハミルトンが5戦連続で今季8度目のポールポジションを獲得した。Q3で2番手のマックス・フェルスタッペンと3番手でチームメイトのバルテリ・ボッタスに0.5秒以上の大差を付ける圧巻な走りを見せたが、Q2では1回目のアタックでトラックリミット違反を犯してタイムが抹消され、2回目にミディアムタイヤでアタック中にセバスチャン・ベッテルがクラッシュし、残り2分15秒のところで赤旗中断となったためQ2敗退の危機が差し迫った。再開後にソフトタイヤで残り0秒というギリギリのタイミングでスタートラインを通過し、何とかQ3に進出することができたが、決勝に向けてのタイヤ戦略に影響を残した。一方、メルセデス勢に割って入ったフェルスタッペンはQ2をミディアムタイヤで通過し、Q3でボッタスを上回ってフロントローを獲得した。なおフェルスタッペンはこのラップの前半、前を走っていたボッタスのスリップストリームを利用して加速できた。一説ではP2だったボッタスが決勝のスタートでより有利なP3を得るために故意にフェルスタッペンの前を走っていたとも言われている。この説に関してボッタスはNetflixのインタービューで「故意かどうかを知っているのは僕だけだ」と応えている。ロシアグランプリのコースはスタートから約1kmがほぼストレートでスリップストリームが利用できないP2に比べてポールポジションのスリップストリームを利用できるP3の方がオーバーテイクできる可能性が高い。

### 予選結果
| 順位                | No. | ドライバー                   | コンストラクター                   | Q1       | Q2       | Q3       | Grid |
| ------------------- | --- | ---------------------------- | ---------------------------------- | -------- | -------- | -------- | ---- |
| 1                   | 44  | ルイス・ハミルトン           | メルセデス                         | 1:32.983 | 1:32.835 | 1:31.304 | 1    |
| 2                   | 33  | マックス・フェルスタッペン   | レッドブル-ホンダ                  | 1:33.630 | 1:33.157 | 1:31.867 | 2    |
| 3                   | 77  | バルテリ・ボッタス           | メルセデス                         | 1:32.656 | 1:32.405 | 1:31.956 | 3    |
| 4                   | 11  | セルジオ・ペレス             | レーシング・ポイント-BWTメルセデス | 1:33.704 | 1:33.038 | 1:32.317 | 4    |
| 5                   | 3   | ダニエル・リカルド           | ルノー                             | 1:33.650 | 1:32.218 | 1:32.364 | 5    |
| 6                   | 55  | カルロス・サインツ           | マクラーレン-ルノー                | 1:33.967 | 1:32.757 | 1:32.550 | 6    |
| 7                   | 31  | エステバン・オコン           | ルノー                             | 1:33.557 | 1:33.196 | 1:32.624 | 7    |
| 8                   | 4   | ランド・ノリス               | マクラーレン-ルノー                | 1:33.804 | 1:33.081 | 1:32.847 | 8    |
| 9                   | 10  | ピエール・ガスリー           | アルファタウリ-ホンダ              | 1:33.734 | 1:33.139 | 1:33.000 | 9    |
| 10                  | 16  | シャルル・ルクレール         | フェラーリ                         | 1:34.071 | 1:33.239 |          | 10   |
| 11                  | 26  | ダニール・クビアト           | アルファタウリ-ホンダ              | 1:33.511 | 1:33.249 |          | 11   |
| 12                  | 18  | ランス・ストロール           | レーシング・ポイント-BWTメルセデス | 1:33.852 | 1:33.364 |          | 12   |
| 13                  | 63  | ジョージ・ラッセル           | ウィリアムズ-メルセデス            | 1:34.020 | 1:33.583 |          | 13   |
| 14                  | 5   | セバスチャン・ベッテル       | フェラーリ                         | 1:34.134 | 1:33.609 |          | 14   |
| 15                  | 23  | アレクサンダー・アルボン     | レッドブル-ホンダ                  | 1:33.919 | 1:33.153 | 1:33.008 | 15 1 |
| 16                  | 8   | ロマン・グロージャン         | ハース-フェラーリ                  | 1:34.592 |          |          | 16   |
| 17                  | 99  | アントニオ・ジョヴィナッツィ | アルファロメオ-フェラーリ          | 1:34.594 |          |          | 17   |
| 18                  | 20  | ケビン・マグヌッセン         | ハース-フェラーリ                  | 1:34.681 |          |          | 18   |
| 19                  | 7   | キミ・ライコネン             | アルファロメオ-フェラーリ          | 1:35.267 |          |          | 19   |
| 20                  | 6   | ニコラス・ラティフィ         | ウィリアムズ-メルセデス            | 1:35.066 |          |          | 20 2 |
| 107% time: 1:39.141 |     |                              |                                    |          |          |          |      |
| ソース:             |     |                              |                                    |          |          |          |      |

追記
- ^1 - アルボンは決勝前に6戦以内のギアボックス交換を行ったため5グリッド降格[13][14]
- ^2 - ラティフィ決勝前に6戦以内のギアボックス交換を行ったため5グリッド降格[15][14]

## 決勝
2020年9月27日 14:10 MSK(UTC+3)
バルテリ・ボッタス(メルセデス)が開幕戦オーストリアGP以来となる2勝目。2位には3戦ぶりの完走を果たしたマックス・フェルスタッペン(レッドブル)が入った。一方でルイス・ハミルトン(メルセデス)は2回の5秒加算ペナルティを受けた影響で3位で終わり、ミハエル・シューマッハの歴代最多勝記録に並ぶのは次戦以降にお預けとなった。また、2点のペナルティポイント加算処分により1年間の累計ペナルティポイントが10点となってしまい、1レース出場停止の可能性があったが、レース後にチームからの指示であることが判明したため、ハミルトンへのペナルティポイントは取り消され、メルセデスに25000ユーロ（約300万円）の罰金が科されることになった。

### レース結果
| 順位    | No. | ドライバー                   | コンストラクター                   | 周回数 | タイム/リタイア原因 | Grid | Pts.  |
| ------- | --- | ---------------------------- | ---------------------------------- | ------ | ------------------- | ---- | ----- |
| 1       | 77  | バルテリ・ボッタス           | メルセデス                         | 53     | 1:34:00.364         | 3    | 26 FL |
| 2       | 33  | マックス・フェルスタッペン   | レッドブル-ホンダ                  | 53     | +7.729              | 2    | 18    |
| 3       | 44  | ルイス・ハミルトン 1         | メルセデス                         | 53     | +22.729             | 1    | 15    |
| 4       | 11  | セルジオ・ペレス             | レーシング・ポイント-BWTメルセデス | 53     | +30.558             | 4    | 12    |
| 5       | 3   | ダニエル・リカルド           | ルノー                             | 53     | +52.065 2           | 5    | 10    |
| 6       | 16  | シャルル・ルクレール         | フェラーリ                         | 53     | +1:02.186           | 10   | 8     |
| 7       | 31  | エステバン・オコン           | ルノー                             | 53     | +1:08.006           | 7    | 6     |
| 8       | 26  | ダニール・クビアト           | アルファタウリ-ホンダ              | 53     | +1:08.740           | 11   | 4     |
| 9       | 10  | ピエール・ガスリー           | アルファタウリ-ホンダ              | 53     | +1:29.766           | 9    | 2     |
| 10      | 23  | アレクサンダー・アルボン     | レッドブル-ホンダ                  | 53     | +1:37.860 3         | 15   | 1     |
| 11      | 99  | アントニオ・ジョヴィナッツィ | アルファロメオ-フェラーリ          | 52     | +1 Lap              | 17   |       |
| 12      | 20  | ケビン・マグヌッセン         | ハース-フェラーリ                  | 52     | +1 Lap              | 18   |       |
| 13      | 5   | セバスチャン・ベッテル       | フェラーリ                         | 52     | +1 Lap              | 14   |       |
| 14      | 7   | キミ・ライコネン             | アルファロメオ-フェラーリ          | 52     | +1 Lap              | 19   |       |
| 15      | 4   | ランド・ノリス               | マクラーレン-ルノー                | 52     | +1 Lap              | 8    |       |
| 16      | 6   | ニコラス・ラティフィ         | ウィリアムズ-メルセデス            | 52     | +1 Lap              | 20   |       |
| 17      | 8   | ロマン・グロージャン         | ハース-フェラーリ                  | 52     | +1 Lap              | 16   |       |
| 18      | 63  | ジョージ・ラッセル           | ウィリアムズ-メルセデス            | 52     | +1 Lap              | 13   |       |
| Ret     | 55  | カルロス・サインツ           | マクラーレン-ルノー                | 0      | アクシデント        | 6    |       |
| Ret     | 18  | ランス・ストロール           | レーシング・ポイント-BWTメルセデス | 0      | アクシデント        | 12   |       |
| ソース: |     |                              |                                    |        |                     |      |       |

追記
- ^FL - ファステストラップの1点を含む
- ^1 - ハミルトンはレコノサンスラップにおいて規定外の場所でスタート練習を2回行ったため、5秒ペナルティ及びペナルティポイント1点が2回科せられたが、レース後にチームからの指示であることが判明したためペナルティポイント2点は取り消され、メルセデスに罰金が科された（5秒ペナルティ2回はピットインで消化）[19][20][21][22][23][16]
- ^2 - リカルドはターン2でショートカットしてコースに復帰したため5秒ペナルティとペナルティポイント1点（合計3点）が科されたが、ピットインでペナルティを消化しなかったため、レースタイムに5秒加算された[24][21]
- ^3 - アルボンはターン2でショートカットしてコースに復帰したため5秒ペナルティとペナルティポイント1点（合計5点）が科されたが、ピットインでペナルティを消化しなかったため、レースタイムに5秒加算された[25][21]

優勝者バルテリ・ボッタスの平均速度
197.697 km/h (122.843 mph)
ファステストラップ
- バルテリ・ボッタス - 1:37.030 (51周目)

ラップリーダー
太字は最多ラップリーダー
- ルイス・ハミルトン - 15周 (1-15)
- バルテリ・ボッタス - 38周 (16-53)

## 第10戦終了時点のランキング
|         | 順位 | ドライバー                 | ポイント |
| ------- | ---- | -------------------------- | -------- |
|         | 1    | ルイス・ハミルトン         | 205      |
|         | 2    | バルテリ・ボッタス         | 161      |
|         | 3    | マックス・フェルスタッペン | 128      |
|         | 4    | ランド・ノリス             | 65       |
|         | 5    | アレクサンダー・アルボン   | 64       |
| ソース: |      |                            |          |

|         | 順位 | コンストラクター                   | ポイント |
| ------- | ---- | ---------------------------------- | -------- |
|         | 1    | メルセデス                         | 366      |
|         | 2    | レッドブル-ホンダ                  | 192      |
|         | 3    | マクラーレン-ルノー                | 106      |
|         | 4    | レーシング・ポイント-BWTメルセデス | 104      |
|         | 5    | ルノー                             | 99       |
| ソース: |      |                                    |          |

- 注：ドライバー、コンストラクター共にトップ5のみ表示。